# مهاجران (فیلم ۱۳۶۹)
مهاجران فیلمی به کارگردانی مهدی صباغ‌زاده و نویسندگی اصغر عبدالهی ساختهٔ سال ۱۳۷۱ است.

## بازیگران
- ابوالفضل پورعرب
- فاطمه گودرزی
- حسین پناهی
- لیلا مصدقی
- روح اله مفیدی
- گیتی فروهر
- داراب آقاسی زاده
- ابوالفضل میرزایی
- رضا واعظ
- منوچهر خندان
- محمد گلچین
- پرویز باهنر
- سهراب نعمتی
- بدرالسادات برنجانی
- گیزلا ولز
- فرایتو ماسترویچ
- شایان گلچین
- غلامعلی بابایی
- کریم مرائی
- کامران نادرسپاهی
- محمد سعیدی
- سیامک مختاری
- لطف اله حجازی
- مالک فراهانی
- حسین پورحسین